# Ferenc Novák
Ferenc Novák (* 13. Juli 1969 in Budapest) ist ein ehemaliger ungarischer Kanute.

## Erfolge
Ferenc Novák ging bei den Olympischen Spielen 2000 in Sydney mit Imre Pulai im Zweier-Canadier über 500 Meter und 1000 Meter an den Start. Über 500 Meter qualifizierten sie sich nach einem dritten Platz in ihrem Vorlauf direkt für den Endlauf. Diesen beendeten sie nach 1:51,284 Minuten auf dem ersten Platz, vor den Polen Daniel Jędraszko und Paweł Baraszkiewicz sowie den Rumänen Mitică Pricop und Florin Popescu, womit sie sich als Olympiasieger die Goldmedaille sicherten. Nicht ganz so erfolgreich verlief der Wettkampf auf der 1000-Meter-Strecke, auf der sie nach Rang zwei in ihrem Vorlauf zunächst ebenfalls die direkte Finalqualifikation schafften. Im Finale kamen sie in einer Rennzeit von 3:43,103 Minuten nicht über den fünften Platz hinaus und blieben zwei Sekunden hinter dem Bronzerang zurück, den die Deutschen Stefan Uteß und Lars Kober belegten.
Bei Weltmeisterschaften gewann Novák sieben Medaillen. 1993 wurde er in Kopenhagen im Vierer-Canadier über 500 Meter ebenso Weltmeister wie ein Jahr darauf in Mexiko-Stadt. Außerdem belegte er 1994 im Zweier-Canadier mit Gáspár Boldizsár den zweiten Platz auf der 1000-Meter-Strecke. Auf dieser wurde er 1995 in Duisburg auch Vizeweltmeister im Vierer-Canadier. Eine weitere Silbermedaille folgte 1999 in Mailand im Zweier-Canadier mit Imre Pulai über 500 Meter. Im Vierer-Canadier wurde er 2003 in Gainesville über 1000 Meter zum dritten Mal Weltmeister und belegte über 500 Meter außerdem den Bronzerang. In den Jahren 2002, in Szeged, und 2004, in Posen, wurde Novák im Vierer-Canadier auf der 1000-Meter-Distanz jeweils Europameister. Bei den Europameisterschaften 2006 in Račice u Štětí sicherte er sich im Vierer-Canadier über 500 Meter die Bronzemedaille. Auf nationaler Ebene gewann Novák in verschiedenen Disziplinen insgesamt 14 Landesmeistertitel.
Nach seinem Olympiasieg wurde ihm das Offizierskreuz des Ungarischen Verdienstordens verliehen.